# Dimak
Dimak (lat. Crepis) rod jednogodišnjeg i dvogodišnjeg raslinja i trajnica iz porodice glavočika ,dio je portporodice Cichorioideae, i tribusa Cichorieae. 
Rod je raširen po velikim dijelovima Euroazije i Sjeverne Amerike i Afrike s preko 200 vrsta. U Hrvatskoj raste tridesetak vrsta

## Vrste
1. Crepis achyrophoroides Vatke
2. Crepis aculeata Boiss.
3. Crepis acuminata Nutt.
4. Crepis aitchisonii Boiss.
5. Crepis albescens Kuvaev & L.S.Demidova
6. Crepis albida Vill.
7. Crepis alfredii Bornm.
8. Crepis alikperi Tamamsch.
9. Crepis alpestris (Jacq.) Tausch, planinski dimak
10. Crepis alpina L.
11. Crepis amanica Babc.
12. Crepis amplexifolia Willk.
13. Crepis apula (Fiori ex Fiori, Paol. & Bég.) Babc.
14. Crepis arcuata Kamari & Strid
15. Crepis arenaria (Pomel) Pomel
16. Crepis armena DC.
17. Crepis asadbarensis Bornm. ex Rech.f.
18. Crepis aspera L.
19. Crepis aspromontana Brullo, Scelsi & Spamp.
20. Crepis atheniensis Babc.
21. Crepis athoa Boiss.
22. Crepis atribarba A.Heller
23. Crepis atripappa Babc.
24. Crepis aurea Rchb., zlatni dimak
25. Crepis auriculifolia Sieber
26. Crepis bakeri Greene
27. Crepis baldaccii Halácsy
28. Crepis balliana Babc.
29. Crepis barbigera Leiberg
30. Crepis bellidifolia Loisel.
31. Crepis bertiscea Jáv.
32. Crepis biennis L., dvogodišnji dimak
33. Crepis bithynica Boiss.
34. Crepis bodinieri H.Lév.
35. Crepis bungei Ledeb. ex DC.
36. Crepis bupleurifolia Freyn & Sint.
37. Crepis burejensis F.Schmidt
38. Crepis bursifolia L.
39. Crepis calycina (Hoffmanns. & Link) Nym.
40. Crepis canariensis (Sch.Bip.) Babc. ex Jenkins
41. Crepis capillaris Wallr., zeleni dimak
42. Crepis carbonaria Sch.Bip.
43. Crepis caucasica C.A.Mey.
44. Crepis chloroclada Collett & Hemsl.
45. Crepis chondrilloides Jacq., 	uskoliskasti dimak
46. Crepis chrysantha (Ledeb.) Turcz.
47. Crepis ciliata K.Koch
48. Crepis claryi Batt.
49. Crepis clausonis (Pomel) Batt. & Trab.
50. Crepis commutata (Spreng.) Greuter
51. Crepis connexa Babc.
52. Crepis conyzifolia Dalla Torre
53. Crepis coreana (Nakai) Sennikov
54. Crepis crocea (Lam.) Babc.
55. Crepis cytherea Kamari
56. Crepis czerepanovii Tzvelev
57. Crepis dachhigamensis G.Singh
58. Crepis darvazica Krasch.
59. Crepis demavendi Bornm.
60. Crepis dianthoseris N.Kilian, Enke, Sileshi & Gemeinholzer
61. Crepis dioritica Schott & Kotschy ex Boiss.
62. Crepis dioscoridis L.
63. Crepis divaricata F.Schultz
64. Crepis elbrusensis Boiss.
65. Crepis elongata Babc.
66. Crepis elymaitica Bornm.
67. Crepis erythia Pau
68. Crepis faureliana Maire
69. Crepis filiformis Aiton
70. Crepis foetida L., smrdljivi dimak
71. Crepis foliosa Babc.
72. Crepis fraasii Sch.Bip.
73. Crepis friesii Babc.
74. Crepis frigida (Boiss. & Balansa) Babc.
75. Crepis froelichiana DC.
76. Crepis gaubae Bornm.
77. Crepis gemicii Yildirim, Bingöl & Armagan
78. Crepis gmelinii (L.) Tausch
79. Crepis gossweileri S.Moore
80. Crepis granatensis (Willk.) Blanca & Cueto
81. Crepis guioliana Babc.
82. Crepis gymnopus Koidz.
83. Crepis hakkarica Lamond
84. Crepis heldreichiana (Kuntze) Greuter
85. Crepis heterotricha DC.
86. Crepis hieracioides Ledeb.
87. Crepis hierosolymitana Boiss.
88. Crepis himalaica Kitam.
89. Crepis hokkaidoensis Babc.
90. Crepis hookeriana Ball
91. Crepis hypochoeridea Thell.
92. Crepis incana Sm.
93. Crepis insignis Babc.
94. Crepis insularis Moris & De Not.
95. Crepis intermedia A.Gray
96. Crepis jacquinii Tausch, Žakenov dimak
97. Crepis juvenalis (Delile) F.W.Schultz
98. Crepis karakuschensis Czerep.
99. Crepis kashmirica Babc.
100. Crepis khorassanica Boiss.
101. Crepis koelzii Babc.
102. Crepis kotschyana Boiss.
103. Crepis kurdica Rech.f.
104. Crepis lacera Ten.
105. Crepis lampsanoides (Gouan) Tausch
106. Crepis leontodontoides All.
107. Crepis libanotica J.Thiébaut
108. Crepis libyca (Pamp.) Babc.
109. Crepis lignea (Vaniot) Babc.
110. Crepis litardieri Emb.
111. Crepis lomonosovae Tzvelev
112. Crepis lyrata (L.) Froel.
113. Crepis macedonica Kitan.
114. Crepis macropus Boiss. & Heldr.
115. Crepis magellensis F.Conti & Uzunov
116. Crepis marschallii F.Schultz
117. Crepis merxmuelleri Kamari & Hartvig
118. Crepis micrantha Czerep.
119. Crepis microtaraxaconoides P.Fourn.
120. Crepis miyabei Tatew. & Kitam.
121. Crepis modocensis Greene
122. Crepis mollis Asch., hrvatski dimak
123. Crepis monrealensis Pau
124. Crepis monticola Coville
125. Crepis muhlisii Babc.
126. Crepis multicaulis Ledeb.
127. Crepis multiflora Sm.
128. Crepis napifera (Franch.) Babc.
129. Crepis neglecta L.
130. Crepis newii Oliv. & Hiern
131. Crepis nicaeensis Balb., francuski dimak
132. Crepis nigrescens Pohle
133. Crepis nigricans Viv.
134. Crepis noronhaea Babc. ex Jenkins
135. Crepis novoana S.Ortiz, X.Soñora & Rodr.Oubiña
136. Crepis occidentalis Nutt.
137. Crepis oporinoides Boiss. ex Froel.
138. Crepis oreadis Schrenk
139. Crepis palaestina Bornm.
140. Crepis paludosa Moench, močvarni dimak
141. Crepis paniculas C.Presl
142. Crepis pannonica (Jacq.) K.Koch
143. Crepis pantocsekii (Vis.) Latzel, Pantočekov dimak
144. Crepis papposissima Babc.
145. Crepis patula Poir.
146. Crepis phoenix Dunn
147. Crepis pleurocarpa A.Gray
148. Crepis pontana Dalla Torre
149. Crepis porrifolia D.Don
150. Crepis praemorsa (L.) Tausch, mnogoglavičasti dimak
151. Crepis pterothecoides Boiss.
152. Crepis pulchra L., lijepi dimak
153. Crepis pulmonariifolia Froel.
154. Crepis purpurea (Willd.) M.Bieb.
155. Crepis pusilla (Sommier) Merxm.
156. Crepis pygmaea L.
157. Crepis pyrenaica (L.) Greuter, Pirinejski dimak
158. Crepis quercifolia Bornm. & Gauba
159. Crepis ramosissima d'Urv.
160. Crepis reuteriana Boiss. & Heldr.
161. Crepis rhaetica Hegetschw.
162. Crepis rigescens Diels
163. Crepis robertioides Boiss.
164. Crepis rubra L., ružičasti dimak
165. Crepis rueppellii Sch.Bip.
166. Crepis runcinata (E.James) Torr. & A.Gray
167. Crepis sahendi Boiss. & Buhse
168. Crepis salzmannii Babc.
169. Crepis sancta (L.) Babc., rascijepani zečevac
170. Crepis schachtii Babc. & Babc.
171. Crepis schultzii Hochst. ex Oliv.
172. Crepis semnanensis Heidarnia & Assadi
173. Crepis senecioides Delile
174. Crepis setosa Haller f., bodljastotrepavičavi dimak
175. Crepis sibirica L.
176. Crepis sibthorpiana Boiss. & Heldr.
177. Crepis smyrnaea DC.
178. Crepis sonchifolia C.A.Mey.
179. Crepis sprengelii Nicotra
180. Crepis stojanovii T.Georgiev
181. Crepis straussii Bornm. & Bornm.
182. Crepis subscaposa Collett & Hemsl.
183. Crepis suffreniana Steud.
184. Crepis syriaca (Bornm.) Babc. & Navashin
185. Crepis tectorum L., krovni dimak
186. Crepis tenerrima Sch.Bip. ex Oliv.
187. Crepis terglouensis A.Kern.
188. Crepis thompsonii Babc.
189. Crepis tianshanica C.Shih
190. Crepis tingitana Ball
191. Crepis triasii (Cambess.) Nyman
192. Crepis trichocephala (Krasch.) V.V.Nikit.
193. Crepis tungusica Egorova & Sipliv.
194. Crepis turcica Degen & Bald.
195. Crepis turcomanica Krasch.
196. Crepis tybakiensis Vierh.
197. Crepis urundica Babc.
198. Crepis vesicaria L., mjehurasti dimak
199. Crepis viscidula Froel.
200. Crepis willdenowii Czerep.
201. Crepis willemetioides Boiss.
202. Crepis xylorrhiza Sch.Bip. ex Babcock
203. Crepis zacintha (L.) Babc., bradavičava žutenica